# Инвариант (математика)
Инвариа́нт — свойство некоторого класса (множества) математических объектов, остающееся неизменным при определённых типах преобразований.

## Определение
Пусть {\displaystyle A} — множество и {\displaystyle G} — множество отображений из {\displaystyle A} в {\displaystyle B}. Отображение {\displaystyle f} из множества {\displaystyle A} в множество {\displaystyle B} называется инвариантом для {\displaystyle G}, если для любых {\displaystyle a\in A} и {\displaystyle g\in G} выполняется тождество {\displaystyle f(a)=f(g(a))}.
Концепция инварианта является одной из важнейших в математике, поскольку изучение инварианта непосредственно связано с задачами классификации объектов того или иного типа. По существу, целью всякой математической классификации является построение некоторой полной системы инвариантов (по возможности, наиболее простой), то есть такой системы, которая разделяет любые два неэквивалентных объекта из рассматриваемой совокупности.
Инварианты используются в различных областях математики, таких как геометрия, топология и алгебра. Открытие инвариантов является важным шагом в процессе классификации математических объектов.

### Примеры
- Площадь треугольника является инвариантом по отношению к изометриям евклидова пространства.
- Мощность множества является инвариантом относительно биекций.
- Определитель, след, собственные вектора и собственные значения матрицы инвариантны относительно выбора базиса.
- В теории дифференциальных уравнений инвариантом называется функция, зависящая от искомой функции, значение которой постоянно (первый интеграл).
- Мера Лебега инвариантна относительно сдвигов.
- Сингулярные числа матрицы инвариантны относительно ортогональных преобразований.
- Теория инвариантов занимается поиском инвариантных многочленов (или просто «инвариантов») и изучением образованной ими алгебры для случая линейных представлений алгебраических групп, а также действий алгебраических групп на алгебраических многообразиях.
- Топологический инвариант — см. Словарь терминов общей топологии.
- Задачи на инвариант представляют собой большой класс задач в олимпиадной математике.
- Число Хадвигера и хроматическое число являются инвариантами графа при перенумерации его вершин.
- Инвариант эллиптической кривой — число {\displaystyle J(E)=1728{\frac {4a^{3}}{4a^{3}+27b^{2}}}{\pmod {p}}}. См. ГОСТ 34.10-2018.